# Olga Kosmak
Olga Kosmak –en ruso, Ольга Космак– es una deportista rusa que compitió en lucha libre. Ganó una medalla de plata en el Campeonato Europeo de Lucha de 1996, en la categoría de 47 kg.

## Palmarés internacional
| Campeonato Europeo | Campeonato Europeo | Campeonato Europeo | Campeonato Europeo |
| Año                | Lugar              | Medalla            | Categoría          |
| ------------------ | ------------------ | ------------------ | ------------------ |
| 1996               | Oslo (Noruega)     | Medalla de plata   | 47 kg              |